# Красний Яр (Ординський район)
Красний Яр (рос. Красный Яр) — село у Ординському районі Новосибірської області Російської Федерації.
Входить до складу муніципального утворення Красноярська сільрада. Населення становить 1434 особи (2017).

## Історія
Згідно із законом від 2 червня 2004 року органом місцевого самоврядування є Красноярська сільрада.

## Населення
| 2002  | 2007  | 2010  | 2012  | 2013  | 2014  | 2015  |
| ----- | ----- | ----- | ----- | ----- | ----- | ----- |
| 1563  | ↗1672 | ↘1532 | ↘1511 | ↘1476 | ↘1436 | ↘1425 |
| 2016  | 2017  |       |       |       |       |       |
| ↘1415 | ↗1434 |       |       |       |       |       |